# Gymnopithys rufigula
A Gymnopithys rufigula a madarak osztályának verébalakúak (Passeriformes) rendjébe és a hangyászmadárfélék (Thamnophilidae) családjába tartozó faj.

## Rendszerezése
A fajt Pieter Boddaert holland ornitológus írta le 1783-ban, a Turdus nembe Turdus rufigula néven.

## Alfajai
- Gymnopithys rufigula rufigula (Boddaert, 1783)
- Gymnopithys rufigula pallidus (Cherrie, 1909)
- Gymnopithys rufigula pallidigula (Phelps & Phelps Jr, 1947)

## Előfordulása
Dél-Amerika északi részén, Brazília, Francia Guyana, Guyana, Suriname és Venezuela területén honos. A természetes élőhelye a szubtrópusi vagy trópusi síkvidéki esőerdők. Állandó, nem vonuló faj.

## Megjelenése
Testhossza 11,5-12,5 centiméter, testtömege 26-32 gramm.

## Életmódja
Leginkább rovarokkal táplálkozik, de más ízeltlábúakat is fogyaszt.

## Természetvédelmi helyzete
Az elterjedési területe rendkívül nagy, egyedszáma pedig stabil. A Természetvédelmi Világszövetség Vörös listáján nem fenyegetett fajként szerepel.

## Külső hivatkozások
- Képek az interneten a fajról
- Internet Bird Collection - videók a fajról
- Xeno-canto.org - a faj hangja